# Antiradarmissil
Et antiradarmissil er et missil med en passiv radarsøger som søger mod den elektromagnetiske udstråling fra et radarsystem - når det søgte signal bliver kraftigt nok detonerer missilets sprænghoved og ødelægger radarudstyret.
Blandt antiradarmissiler regnes generelt alle typer missiler med passive søgere der kan spore et system der transmitterer elektromagnetisk energi, størstedelen af missilerne er dog flybårne systemer der er udviklet til at engagere luftforsvarssystemer. Disse missiler har en målsøger der kan opfange radarsystemer over et stort frekvensbånd og kan anvendes til at engagere så alle typer af radarsystemer, inklusiv overvågnings- og ildledelsesradarer. Imod semiaktive ildledelsesradarer udnytter man at semiaktive luftforsvarsmissiler er afhængige af ildledelsesradaren til at ramme træffe sit mål. Til forskel fra semiaktive missiler udnytter antiradarmissiler det fjendtlige måls radarstråler til finde sit mål. Selv en række sømålsmissiler kan benytte denne teknik hvis de bliver bliver udsat for jamming kan de automatisk søge mod jammingkilden som eksempelvis det fransk-producerede Exocet.
En artefakt ved radarantenner er at de udsender svage sidestråler i andre retninger end hovedstrålen. Disse sidestråler (eng.: sidelobes, backlobes) kan antiradarmissiler udnytte, uden at operatørerne kan opdage missilet på radarskærmen.

## I amerikansk tjeneste
I det amerikanske luftvåben og den amerikanske flåde anvendes antiradarmissiler af visse flytyper med det specifikke formål at undertrykke et fjendtligt luftforsvarssystem. Denne disciplin er benævnt SEAD (Suppression of Enemy Air Defenses) og enhederne der udfører disse opgaver kaldes typisk for Wild Weasels. Grundtanken for opgaven er at man i den første periode i en konflikt eller militær operation skal undertrykke fjendens luftforsvars handlemuligheder og situational awareness til sådan en grad at egne og allierede fly kan operere sikkert i operationsområdet. De missiler som de amerikanske styrker tidligere benyttede var AGM-45 Shrike og AGM-78 Standard ARM. I dag anvendes hovedsageligt AGM-88 HARM (High-speed Anti-Radiation Missile). Flere andre landes luftvåben råder også over denne slags våben såsom det britiske ALARM-missil.